# Berlingske
Ej att förväxla med BT.
Berlingske (till och med 2011: Berlingske Tidende) är den äldsta ännu utgivna dagstidningen i Danmark.
Berlingske grundades 1749 av Ernst Henrich Berling under namnet Kjøbenhavnske danske Post-Tidender, och den första utgåvan av tidningen kom den 3 januari 1749. Tidningen bildade epok i danska pressens historia genom att vara den första att utkomma regelbundet och vara uppställd efter moderna principer med överskådliga rubriker. Grundläggaren hade privilegium på en mängd rättsliga kungörelser, vilket gav den en prägel av officiellt regeringstroget organ. Sedan dess privilegier 1903 upphört fick tidningen en mer självständig politisk hållning, men förblev länge konservativ. Efter att flera gånger bytt namn hette tidningen från 1833 Berlingske politiske og Avertissements Tidende. 1935 ändrades namnet till Berlingske Tidende.
Från början gavs tidningen ut två gånger i veckan, men från och med 1844 blev den sexdagarstidning och har sedan 1913 kommit ut dagligen. Tidningen betecknas i dag som "oberoende borgerlig" (tidigare konservativ). Den räknas som en av de "stora tre" danska kvalitetsdagstidningarna, tillsammans med Jyllands-Posten och Politiken.
Tidningen ägdes fram till 1981 var familjen Berling, varpå aktierna övertogs av Den Berlingske fond.
Tidningen ges ut av Berlingske Media, som sedan 2015 ägs av den Hollendska koncernen De Persgroep.
Den 28 augusti 2006 övergick tidningen från broadsheet- till tabloidformat.
Tidningens chefredaktör är Lisbeth Knudsen.
Bland historiska redaktörer märks J. P. Knudsen (1821-1828), Mendel Levin Nathanson (1838-1858 och 1865-1866), Emil Manicus (1873-1897), Christian Blangstrup (1902-1913) och Christian Gulmann (1913-1934).